# Nicolau Bley Neto
Nicolau Bley Neto (Rio Negro, 29 de março de 1870 — 8 de junho de 1941) foi um político brasileiro.

## Biografia
Filho de João Bley, filho do imigrante luxemburguês Nicolau Bley, e de Maria Grein e irmão de João Bley Filho. Casou com Amanda Zorning.
Foi deputado à Assembleia Legislativa de Santa Catarina na 12ª legislatura (1925 — 1927) e na 13ª legislatura (1928 — 1930).